# Adriana Lecouvreur (film 1913)
Adriana Lecouvreur (Adrienne Lecouvreur) è un cortometraggio muto del 1913 diretto da Henri Desfontaines e Louis Mercanton.

## Produzione
Il film fu prodotto dalla Film d'Art production.

## Distribuzione
Il film uscì nelle sale cinematografiche francesi nel 1913. Negli Stati Uniti, venne distribuito in una versione in tre rulli con il titolo Adrienne Lecouvreur; or, An Actress's Romance. In Italia venne distribuito dalla Titanus nel 1915.
Nel 1917, fu fatta uscire una riedizione, distribuito dalla General Film Company.
La pellicola è andata presumibilmente perduta.